# Franca Basquetebol Clube
O Franca Basquetebol Clube, por razões de patrocínio Sesi/Franca, ou simplesmente Franca Basquete, é um tradicional clube brasileiro de basquetebol sediado na cidade de Franca, no estado de São Paulo.

## História
O Franca Basquete foi fundado em 10 de maio de 1959, quando o professor de Educação Física, Pedro Fuentes, o Pedroca, montou a equipe no Instituto Estadual de Educação Torquato Caleiro (I.E.E.T.C.), posteriormente chamado de Escola Estadual Torquato Caleiro, para disputar os torneios oficiais do estado. Esta é a gênese do time, que depois passaria por uma série de mudanças no nome até chegar ao atual, Franca Basquetebol Clube, em 1991. O Franca Basquete possui o maior número de Campeonatos Brasileiros (13), é o maior vencedor do Campeonato Paulista com 16 títulos, além de ter uma Copa Intercontinental, uma Champions League Américas, quatro Pan-Americanos, uma Liga Sul-Americana e seis Sul-Americanos de Clubes. O Franca Basquete também é o único clube de basquete do Brasil a não ter se licenciado ou interrompido suas atividades por um ano sequer desde a sua fundação. Por essas façanhas, o time francano fez a cidade de Franca ser conhecida como "Capital do basquete brasileiro". Durante esses 60 anos ininterruptos de projeto, fez grandes jogos, decisões e clássicos com outras equipes brasileiras, entre elas: Monte Líbano, Sírio, Rio Claro, Dharma/Yara Franca, COC/Ribeirão Preto e Bauru, com quem tem atualmente a maior rivalidade. 
O Franca Basquete ainda foi, por duas vezes, vice-campeão da Copa Intercontinental (Mundial Interclubes): em 1975 (à época chamado Amazonas Franca) e em 1980 (à época chamado Francana).
No Franca, atuaram vários jogadores de destaque, tais como: os irmãos Hélio Rubens, Lázaro "Toto" e Fransérgio Garcia ("irmãos Metralha"), Fausto Giannecchini, Demétrius, Fernando Minucci, Chuí, Jorge Guerra (Guerrinha), Fábio Pira, Rogério Klafke, Helinho, Anderson Varejão, Murilo Becker, e tantos outros. O professor Pedro Morilla Fuentes (Pedroca) teve grande importância no basquete francano. Ele é considerado o "pai do basquete francano" por seu método de trabalho e dedicação, além de ter sido o primeiro técnico da equipe. O ginásio poliesportivo de Franca leva o seu nome como forma de homenagem.
Vários estrangeiros tiveram sucesso com a camisa do Franca ao longo dos anos, como o uruguaio Tato López, os norte-americanos Patrick Reynolds e Dexter Shouse, e o dominicano José Vargas. Mais recentemente, outros jogadores vindos dos Estados Unidos tiveram identificação com a torcida francana, como Tony Stockman (temporada 2009/2010), Maurice Spillers (temporada 2010/2011), Kevin Sowell e Eddie Basden (temporada 2011/12), bem como o argentino Juan Pablo Figueroa (temporada 2012/2013), ganharam a simpatia do torcedor.
Em 2008, o Franca liderou um conjunto de oito clubes paulistas em um boicote ao Campeonato Nacional de Basquete organizado pela CBB. Foi realizado uma competição paralela, a Supercopa de Basquete, na qual foi campeão. O Franca Basquete ainda foi um dos fundadores da Liga Nacional de Basquete, em agosto de 2008. 
No começo da década de 2010, o Franca voltou a disputar uma final de Campeonato Brasileiro, ficando com o vice-campeonato do Novo Basquete Brasil 2010-11, ao ser derrotado pelo Lobos Brasília na decisão por três jogos a um. Em 2017, foi firmada uma parceria do clube com o Sesi. Já no primeiro ano como Sesi/Franca, fica com o vice-campeonato do Campeonato Paulista, ao ser derrotado pelo Paulistano por três jogos a dois.
Em 2018, a equipe francana novamente chegou à decisão do estadual contra o Paulistano. Ao fazer dois a zero no playoff final, o Franca conquistou o seu 12.º título paulista, encerrando um jejum de 11 anos sem levantar a taça do campeonato do estado de São Paulo. Logo após conquistar o estadual, o Franca venceu pela primeira vez a Liga Sul-Americana, batendo na decisão o Instituto Córdoba, da Argentina, por 2 a 1 na série melhor de três. No NBB 2018-19, o Franca alcançou a decisão do torneio após oito anos. No entanto, ficou com o segundo lugar ao ser batido pelo Flamengo por três jogos a dois no playoff final.
Em 2019, o Sesi/Franca conquistou o bicampeonato paulista (o 13.º no total) ao vencer a série decisiva contra o Corinthians por 2 a 0. Em 2020, o Franca chegou mais uma vez à decisão da Copa Super 8. Diferentemente da temporada passada, o time superou o Flamengo por 77 a 73 e ficou com o título. No segundo semestre de 2020, o Franca chegou à quarta final consecutiva do Campeonato Paulista, contra um adversário bem conhecido: o Paulistano. Dominando o jogo do início ao fim, o time da Capital do Calçado venceu por 70 a 54, conquistando o tricampeonato seguido, o 14.º no total.
A temporada 2021-22 do time francano começou com o vice-campeonato do Paulista de 2021. Na decisão, foi superado pelo São Paulo, na série melhor de três por 2 a 1. No NBB 2021-22, o Franca fez uma campanha de destaque, chegando novamente à final contra um adversário conhecido: o Flamengo. Desta vez, os francanos deram o troco e venceram o playoff por 3 a 1, conquistando o NBB pela primeira vez (o 12.º título brasileiro de sua história), além de encerrarem um jejum de 23 anos sem ganhar o Campeonato Brasileiro. Com o título do Novo Basquete Brasil, o Franca Basquete alcançou um feito histórico: ser o único time a vencer o Campeonato Brasileiro de Basquete em todas as denominações, uma vez que já havia ganho a Taça Brasil de Basquete cinco vezes (1971, 1974, 1975, 1980 e 1981), e o Campeonato Nacional de Basquete em seis oportunidades (1990, 1991, 1993, 1997, 1998 e 1999).
Em 2022, o Sesi/Franca chegou pela sexta vez consecutiva à final do Campeonato Paulista. Mais uma vez, o oponente foi o São Paulo. Ao contrário da edição anterior, os francanos derrotaram os são-paulinos, vencendo a série por 2 a 1. Assim, o Franca Basquete somou sua 15.ª conquista, passando a ser a equipe com o maior número de títulos paulistas em toda a história da competição. Ainda na temporada 2022-23, venceu a Copa Super 8 pela segunda vez ao derrotar o Flamengo por 76 a 65 e a Champions League Américas, pela primeira vez, suplantando o mesmo rival por 88 a 79. Nesta temporada, o Franca estabeleceu a marca de maior invencibilidade do basquete brasileiro. Foram 46 vitórias consecutivas somando quatro torneios (Campeonato Paulista, Copa Super 8, Champions League Américas e Novo Basquete Brasil). Por fim, o Sesi/Franca conquistou o bicampeonato do NBB, seu 13º título brasileiro, ao derrotar o São Paulo no emocionante playoff decisivo por 3 a 2, fechando uma temporada perfeita com quatro troféus em quatro torneios disputados.
Em setembro de 2023, Franca disputou a Copa Intercontinental em Singapura. Durante a campanha, a equipe venceu o Al Ahly (Egito), o Ignite (EUA) e, por último, o Bonn (Alemanha). A final contra o time alemão foi decidida no último segundo do último quarto, pelo placar de 70 a 69. O capitão Lucas Dias foi quem decidiu o confronto, após converter um arremesso de dois pontos para dar o título ao time francano. David Jackson foi eleito o MVP do torneio.

### Nomes
O nome do time, ao longo de sua história, mudou conforme o patrocinador ou instituição que mantiveram e/ou administraram a equipe:
- Instituto Estadual de Educação Torquato Caleiro (1959-1961)
- Clube dos Bagres (1961-1971)
- Emmanuel Franca Esporte Clube (1972-1974)
- Esporte Clube Amazonas Franca (1975-1977)
- Associação Atlética Francana (1977-1984)
- Associação Francana de Basquetebol (1984-1988)
- Ravelli Franca Basquetebol (1989-1991)
- Franca Basquetebol Clube (1991-presente)

Nomes fantasia após a alteração da nomenclatura do time para Franca Basquetebol Clube:
- All Star/Franca (1991-1992)
- All Star/Sabesp/Franca (1992-1993)
- Satierf/Sabesp/Franca (1993-1995)
- Cosesp/Franca (1995-1996)
- Cougar/Franca (1996-1997)
- Marathon/Gallus/Franca (1997-1998)
- Marathon/Franca (1998-2000)
- Unimed/Franca (2000-2001 e 2006-2008)
- Franca Basquete (2001-2004 e 2014-2016)*
- Franca/Petrocrystal/Ferracini (2004-2005)
- Franca/Mariner/Unimed (2005-2006)
- Vivo/Franca (2008-2014)
- Magazine Luiza/Franca (2016-2017)
- Sesi/Franca/Magazine Luiza (2017-2021)
- Sesi/Franca/Netshoes (2021-)

* Sem patrocinador oficial.

## Títulos
| Mundiais     | Mundiais                                    | Mundiais | Mundiais                                                                                        |
|              | Competição                                  | Títulos  | Temporada                                                                                       |
| ------------ | ------------------------------------------- | -------- | ----------------------------------------------------------------------------------------------- |
|              | Copa Intercontinental                       | 1        | 2023                                                                                            |
| Continentais |                                             |          |                                                                                                 |
|              | Competição                                  | Títulos  | Temporada                                                                                       |
|              | Champions League Américas                   | 1        | 2022–23                                                                                         |
|              | Campeonato Pan-Americano de Clubes          | 4        | 1993, 1994, 1997 e 1999                                                                         |
|              | Liga Sul-Americana                          | 1        | 2018                                                                                            |
|              | Campeonato Sul-Americano de Clubes Campeões | 6        | 1974, 1975, 1977, 1980, 1990 e 1991                                                             |
| Nacionais    |                                             |          |                                                                                                 |
|              | Competição                                  | Títulos  | Temporada                                                                                       |
| Brasil       | Campeonato Brasileiro                       | 13       | 1971, 1974, 1975, 1980, 1981, 1990, 1991, 1993, 1997, 1998, 1999, 2021-22 e 2022-23             |
| Brasil       | Novo Basquete Brasil*                       | 2        | 2023-24, 2024-25                                                                                |
| Brasil       | Copa Super 8                                | 2        | 2019-20 e 2022–23                                                                               |
| Estaduais    |                                             |          |                                                                                                 |
|              | Competição                                  | Títulos  | Temporada                                                                                       |
| São Paulo    | Campeonato Paulista                         | 16       | 1973, 1975, 1976, 1977, 1988, 1990, 1992, 1997, 2000, 2006, 2007, 2018, 2019, 2020, 2022 e 2024 |
| São Paulo    | Campeonato do Interior                      | 12       | 1962, 1963, 1964, 1965, 1966, 1967, 1968, 1971, 1972, 1975, 1976 e 1977                         |

- *Contabilizado à parte devido a retirada da chancela de Campeonato Brasileiro a partir da temporada 2023-24.

### Outros Torneios
- Troféu Bandeirantes: 2 vezes (1962 e 1963).
- Torneio Início do Campeonato Paulista: 2 vezes (1987 e 1988).
- Grande Copa da Divisão Especial Paulista: 2 vezes (1987 e 1988).
- Campeonato Paulista da Divisão Especial do Interior: 2 vezes (1987 e 1988).
- Torneio Internacional de Basquete da FMBRJ: 1966.
- Torneio Coronel Aviador Luiz Maciel Junior: 1971.
- Torneio Preparação da Divisão Especial Paulista: 1982.
- Torneio Internacional Governador do Estado: 1991.
- Copa EPTV: 2005.
- Supercopa de Basquete: 2008.
- Copa Ouro: 2008.
- Liga de Desenvolvimento de Basquete - LDB (Sub-22): 2016.

## Campanhas de destaque
- Vice-campeão da Copa Intercontinental: 2 vezes (1975 e 1980).
- Vice-campeão do Campeonato Pan-Americano de Clubes: 1996.
- Vice-campeão da Liga Sul-Americana: 2 vezes (1998 e 2007).
- Vice-campeão do Campeonato Sul-Americano de Clubes Campeões: 3 vezes (1978, 1992 e 1993).
- Vice-campeão do Campeonato Brasileiro: 9 vezes (1979, 1981, 1982, 1986, 1988-89, 1994, 2007, 2010-11 e 2018-19).
- Vice-campeão da Copa Super 8: 2018.
- Vice-campeão do Campeonato Paulista: 14 vezes (1964, 1970, 1971, 1974, 1978, 1979, 1980, 1991, 1993, 1996, 1999, 2008, 2017 e 2021).

## Partidas contra equipes da NBA
| 4 de outubro, 2019 | Box Score | Brooklyn Nets                                                          | 137–89 | Franca                                                            |  | Barclays Center, Nova Iorque, NY, EUA Público: 10.110 |  |
| 4 de outubro, 2019 | Box Score | Placar por quarto: 32–27, 42–26, 22–19, 41–17                          |        |                                                                   |  | Barclays Center, Nova Iorque, NY, EUA Público: 10.110 |  |
| 4 de outubro, 2019 | Box Score | Pts: Taurean Prince 22 Rbts: Spencer Dinwiddie 12 Asts: Caris LeVert 9 |        | Pts: Rafael Hettsheimeir 26 Rbts: Lucas Cipolini 7 Asts: Elinho 7 |  | Barclays Center, Nova Iorque, NY, EUA Público: 10.110 |  |

## Número aposentado
| Números aposentados do Franca |              |         |           |
| Número                        | Jogador      | Posição | Período   |
| 8                             | Hélio Rubens | Armador | 1959–1984 |

## Últimas temporadas
Legenda:
| Campeão Vice-campeão | Classificado à Champions League Classificado à Liga Sul-Americana | NBB = Novo Basquete Brasil |

## Treinadores
- 1959-1983 - Pedro Morilla Fuentes (Pedroca)
- 1983-2000 - Hélio Rubens Garcia
- 2000-2004 - Daniel Abrão Wattfy
- 2004-2005 - Marco Aurélio Pegolo dos Santos (Chuí)
- 2005-2012 - Hélio Rubens Garcia
- 2012-2016 - Lula Ferreira
- 2016-presente - Helinho Garcia

## Jogadores históricos
- Adilson Nascimento
- Anderson Varejão
- Chuí
- David Jackson
- Demétrius Ferracciú
- Dexter Shouse
- Edu Mineiro
- Evandro Saraiva
- Fábio Pira
- Fausto Giannecchini
- Fernando Minucci
- Fransérgio Garcia
- Gilson Trindade
- Guerrinha
- Helinho Garcia
- Hélio Rubens
- Horacio "Tato" López
- Janjão
- José Vargas
- Josuel dos Santos
- Lázaro "Toto" Garcia
- Leandro Barbosa
- Márcio Dornelles
- Maury
- Mike Higgins
- Murilo Becker
- Nezinho
- Patrick Reynolds
- Paulo "Paulão" Berger
- Rafael Bábby
- Rafael Hettsheimeir
- Rafael Luz
- Roberto "Robertão" Corrêa
- Rocky Smith
- Rogério Klafke
- Sandro Varejão
- Sílvio Malvezi
- Valtinho
- Vanderlei
- Vítor Benite
- Zé Geraldo
- Zé Olaio